# 黔明寺
黔明寺，位于贵州省贵阳市南明河畔阳明路。汉族地区佛教全国重点寺院之一，现任方丈为宗满法师。

## 历史沿革
黔明寺建于明朝末年。清乾隆三十六年〔1771年〕重修，显笃在此弘传禅宗。后因战乱由当地士绅代管，并改为私家祠堂。1932年，广妙法师发现地下清乾隆三十六年重修黔明寺碑记三块，遂恢复黔明寺名，广妙任住持。1946年广妙圆寂后，续宽继任住持，主持大型佛事活动。
1981年，黔明寺被列为贵阳市市级文物保护单位。1983年，改为贵州省文物保护单位，同年被列为汉族地区佛教全国重点寺院，并进行长期修葺重建。2006年，黔明寺正式对外开放。

## 建筑风格
黔明寺为典型汉传佛教风格。寺院坐北朝南，中轴线从南至北依次排列着山门、影壁、大雄宝殿、大悲阁和藏经楼，客堂、僧房等则分列两旁。

## 佛事活动
2007年4月6日，贵阳黔明寺举行盛会并放生万条鱼，迎接前来参观朝拜的市民达15万人次。